# Seyyed Ḩamd
Seyyed Ḩamd (persiska: سیّد حمد, Hūfel-e Seyyed Ḩamad, Seyyed Aḩmad) är en ort i Iran.   Den ligger i provinsen Khuzestan, i den västra delen av landet, 500 km sydväst om huvudstaden Teheran. Seyyed Ḩamd ligger 13 meter över havet och antalet invånare är 141.
Terrängen runt Seyyed Ḩamd är mycket platt. Runt Seyyed Ḩamd är det ganska glesbefolkat, med 38 invånare per kvadratkilometer. Närmaste större samhälle är Sūsangerd, 5,4 km sydost om Seyyed Ḩamd. Omgivningarna runt Seyyed Ḩamd är i huvudsak ett öppet busklandskap.